# Café Lazarus
Café Lazarus is een televisieprogramma dat op late zondagavonden werd uitgezonden door de Nederlandse publieke omroep EO. Het programma werd opgenomen in Cafe Willem Slok aan de Korte Koestraat 2 in Utrecht. De laatste aflevering was op 13 april 2020.
Marleen Stelling praat in het café met generatie Y-gasten, twintigers en dertigers, over ambities en dromen die de kijkers aanzetten tot inspiratie. Tussendoor is er een optreden van een artiest.